# Test di Budne
Il test di Budne è storicamente uno dei primi test non parametrici
per verificare l'ipotesi nulla che due insiemi di dati provengano da due variabili casuali aventi stessa distribuzione
{\displaystyle F(x)=G(x)\ }
contro l'ipotesi alternativa
{\displaystyle F(x)\neq G(x)\ }
oppure
{\displaystyle F(x)<G(x).\ }